# Erato voluta
Erato voluta là một loài ốc biển nhỏ, là động vật thân mềm chân bụng sống ở biển trong họ Triviidae.

## Hình ảnh

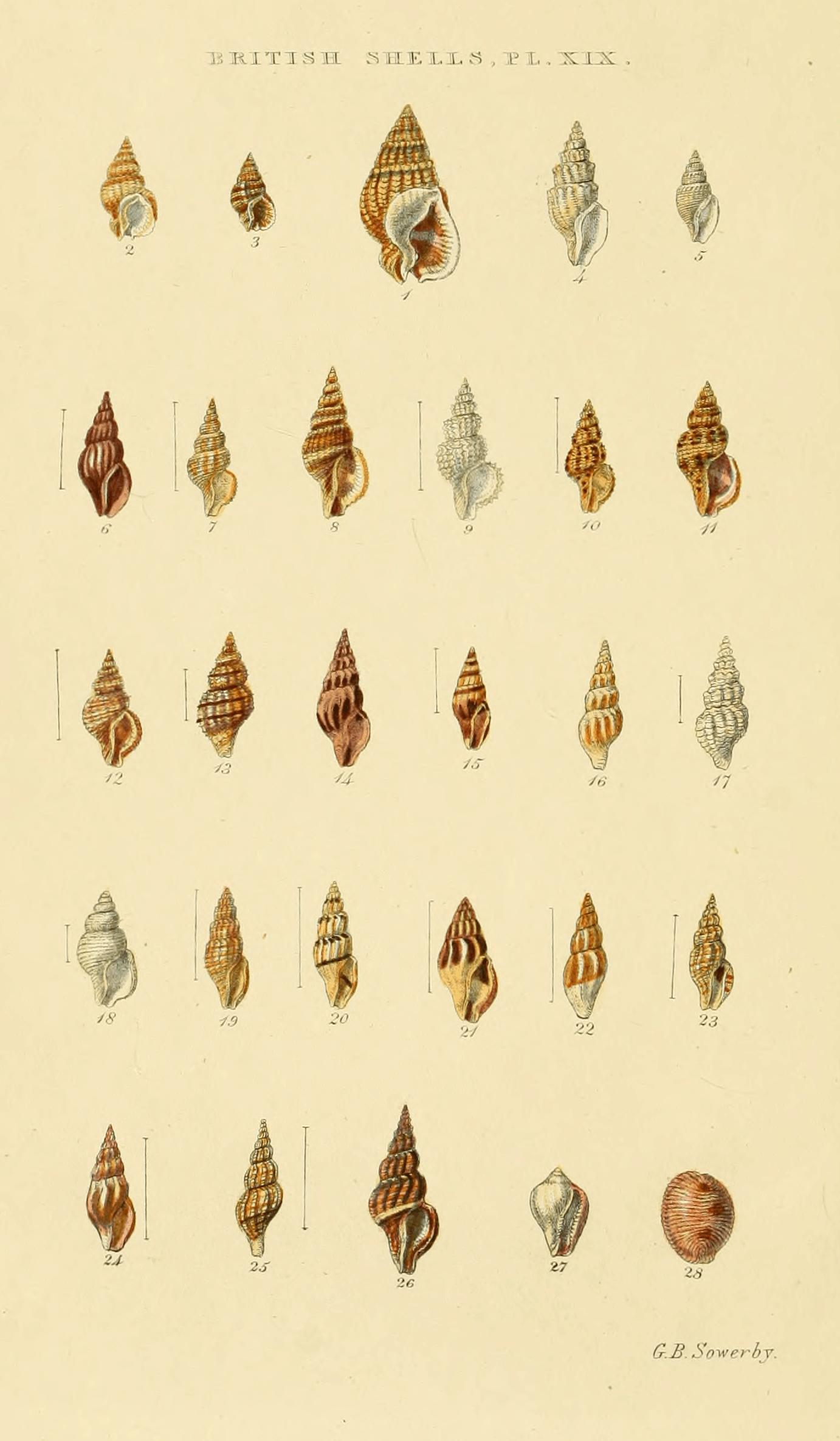